# Щедрият вторник
Щедрият вторник (на английски: Giving Tuesday), често стилизиран като #GivingTuesday за нуждите на хаштаг активизма, се отнася до вторника след Деня на благодарността в Съединените щати. Рекламира се като „глобално движение на щедростта, което отприщва силата на хората и организациите да трансформират своите общности и света“.
Идеята за Щедрия вторник стартира през 2011 година, като рожба на некомерсиалната чикагска театрална компания „Мери-Арчи“ и тогавашния ѝ продуцент Карло Лоренцо Гарсия, който призовава през The Huffington Post хората да възприемат един различен подход, като направят дарение за някоя благотворителна кауза след като са приключили с пазаруването покрай Черния петък и Кибер понеделника. Инициативата на Гарсия е официално стартирана на следващата година от нюйорскския културен център 92nd Street Y в партньорство с Фондацията на Обединените нации (United Nations Foundation) като отговор на комерсиализацията и консуматорството. Датата на Щедрия вторник се пада между 27 ноември и 3 декември и винаги е пет дни след Деня на благодарността.

## Щедрият Вторник в България
В България от 2017 г. официален партньор на движението #ЩедриятВторник е Фондация „BCause“.